# Narathura ander
Narathura ander är en fjärilsart som beskrevs av Evans 1957. Narathura ander ingår i släktet Narathura och familjen juvelvingar. Inga underarter finns listade i Catalogue of Life.